# Desa Padike
Desa Padike är en administrativ by i Indonesien.   Den ligger i provinsen Jawa Timur, i den västra delen av landet, 800 km öster om huvudstaden Jakarta. Desa Padike ligger på ön Pulau Poteran.